# L13-FE
53°18′50″ пн. ш. 4°14′53″ сх. д. / 53.313889° пн. ш. 4.248056° сх. д.
L13-FE — газове родовище у нідерландському секторі Північного моря, приблизно за 50 км від Ден-Хелдер.

## Опис
Відкрите у 1986 році внаслідок спорудження свердловини L13-8. Поклади вуглеводнів виявили на глибині 3430 метрів під морським дном у відкладеннях групи Rotliegend (пермський період). Колектори — пісковики, що виникли зі сформованих в умовах пустельного клімату дюн. Газоматеринськими породами є відкладення кам'яновугільного періоду.
Розробка родовища відбувається з встановленої у 1989 році платформи L13-FE-1 за допомогою двох свердловин L13-FE-102 (у ній довелося забурювати горизонтальний боковий стовбур, оскільки первісна конструкція виявилась під'єднаною до незначної частини запланованого резервуару) та L13-FE-103.
У 1990 році за 2 км на схід на глибині 3300 метрів під морським дном за допомогою свердловини L13-10 відкрили родовище L13-FG (поклади вуглеводнів виявлено у тій же пермській групі Rotliegend). Розробка останнього здійснювалась з платформи L13-FE-1 через дві свердловини: L13-FE-101 (перейменована розвідувальна L13-10) та L13-FE-104.
Отримана з родовищ L13-FE та L13-FG продукція подається далі на платформу L13-FC-1, встановлену на родовищі L13-FC.
11 травня 2010 року судно для проведення внутрішньосвердловинних операцій Seafox 4 виконувало роботи на платформі L13-FE-1. Під час них стався аварійний викид газу, який був припинений автоматичними клапанами. Проте значну кількість спущених в свердловину труб викинуло на поверхню з наступним падінням на палубу Seafox 4. На щастя, постраждалих серед персоналу не було, хоча конструкції судна отримали суттєві пошкодження.
У січні 2011-го з платформи L13-FE розпочало виконання дворічного контракту по відновленню та інтенсифікації північноморських свердловин судно Seajacks Kraken.
Геологічні запаси родовища оцінили статичним методом у 8,6 млрд м3, проте за динамікою падіння тиску під час розробки станом на середину 2010-х вони обраховуються як 6,3 млрд м3, що може свідчити про неповне охоплення резервуару існуючими свердловинами (для L13-FG аналогічні цінки становлять 8,3 та 6,6 млрд м3 відповідно). Всього станом на початок 2015-го з родовища L13-FE видобули 4,2 млрд м3 газу, а з L13-FG — 3,8 млрд м3.